# Majan

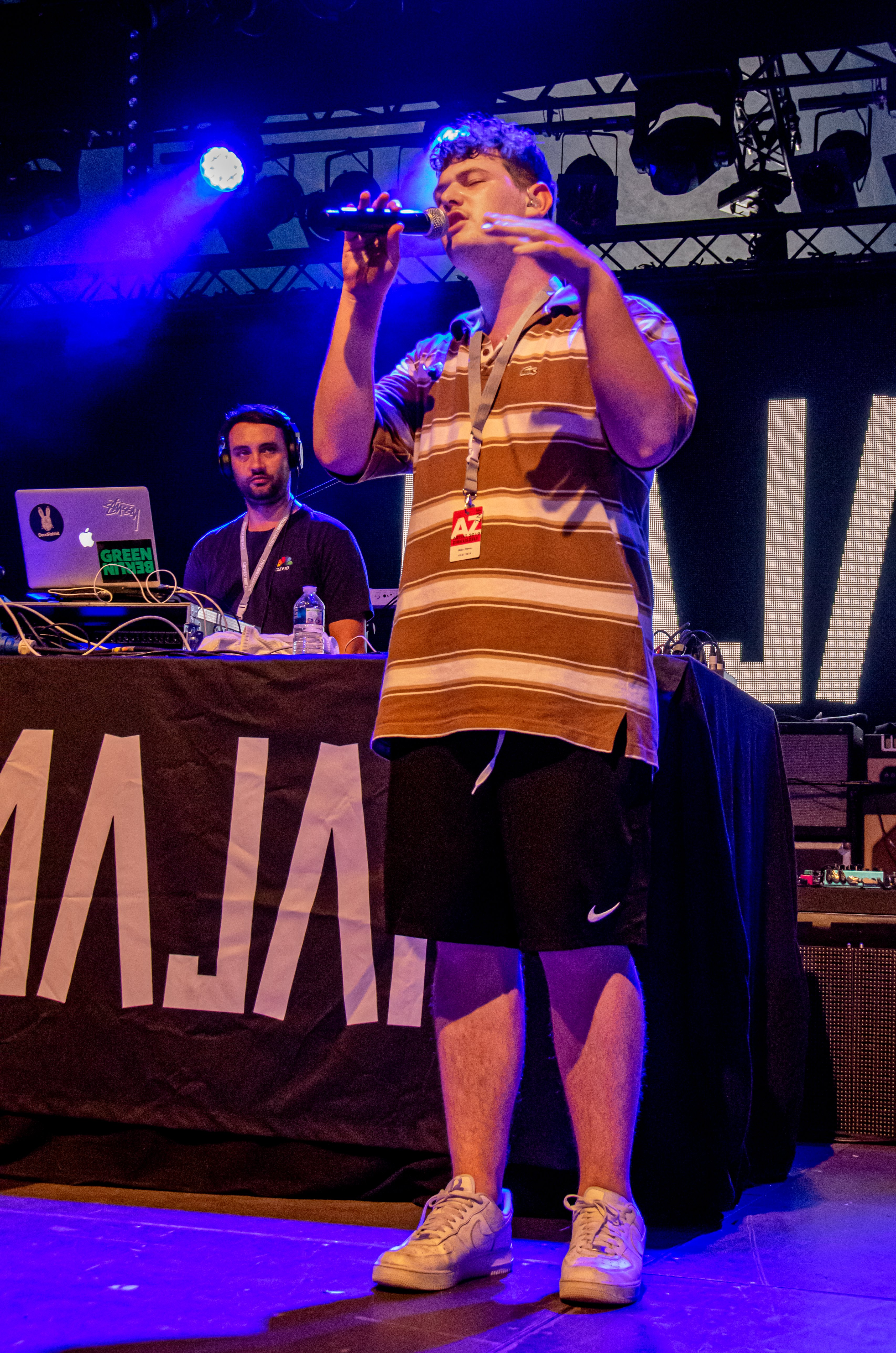
Majan beim Zelt Musik Festival 2019 in Freiburg im Breisgau

Majan (* 18. August 1999 in Schorndorf, bürgerlich Marian Heim) ist ein deutscher Rapper und steht derzeit bei seinem eigenen Label Schere Stein Papier in Kooperation mit Four Music unter Vertrag.

## Karriere
Majan debütierte am 17. März 2019 mit dem Song Nie da, der von dem Dancehall- und Reggae-Produzententeam Jugglerz sowie dem Produzenten-Duo Kilian & Jo produziert wurde. Majan rappt auf diesem Song über einen jamaikanischen tanzbaren Reggae-Rhythmus. Bereits bei seiner Debütsingle wurde er mit dem Stuttgarter Rapper Cro verglichen.
Ebenjenem Rapper schickte er eine Demoaufnahme des Tracks 1975. Produziert wurde der Beat abermals von Kilian & Jo, diesmal allerdings mit Unterstützung von Egokind. Cro gefiel der Track und der Rapper schrieb einen zweiten Part, den er anschließend einrappte. Am 10. Mai 2019 erschien die Single und am 16. Mai 2019 folgte das offizielle Video. Der gemeinsame Song erreichte Platz 52 der deutschen Single-Charts.
Am 13. Mai 2019 verkündete das Label Four Music am sogenannten „Fourabend“ die Zusammenarbeit mit dem Künstler und unterstützte ihn bei der Gründung seines eigenen Labels Schere Stein Papier.
Anfang Januar wurde das Förderprogramm von YouTube Music namens „Artists on the Rise“ vorgestellt. MAJAN wurde hierbei als zweiter Künstler für dieses Programm auserwählt. Laut Gudrun Schweppe, Head of YouTube Music Deutschland sei man über die Kooperation sehr erfreut.
Im Oktober 2021 stellte die Sony Music „DOPECLASS“ vor, ein Recording-Projekt, bei dem Künstler die Genres Klassik und HipHop verbinden sollen. Hierbei wurden bei Sony Masterworks neben anderen Singles auch die dort entstandene Single „Lacrimosa“ in Zusammenarbeit mit TAIIME (auch bekannt als Kilian & Jo) präsentiert. Der Song basiert auf einem Sample aus Mozarts letztem Werk. Am 16. Juli 2021 erschien Majans Debütalbum Skits, welches Platz 13 der deutschen Charts erreichte. Es umfasst elf Songs und ein Feature mit Clueso.
Im August 2023 spielte er im Vorprogramm für Peter Fox auf dessen Tour und im Laufe des Sommers weitere Festivalauftritte.

## Diskografie
- 2025: Wenn nichts von nichts kommt, woher komm' ich dann? (Album mit Trettmann und $OHO BANI)
- 2025: Atlantik/One More Time (Single)
- 2025: Erfolg ist kein Glück (Single)
- 2025: 100.000 (Single mit Trettmann)
- 2024: Wenn nichts von nichts kommt (Single)
- 2023: 73614 (EP)
- 2023: Piccolo (Single)
- 2023: Mein Dein Papa (Single)
- 2023: ADHD (Single)
- 2023: Treppenhaus (Single mit Schmyt, Ansu, Miksu und Macloud)
- 2023: Für jeden aber nicht für dich (EP)
- 2023: Panikweiß (Single mit Schmyt)
- 2023: Krankenwagen (Single)
- 2023: STADT (Single mit badchieff)
- 2023: Heartbreaks (Single mit Alle Hassen Montag)
- 2022: Eiskalt (Single)
- 2022: Brille auf / Kate Moss (Single)
- 2022: Parkbank (Single mit Savvy)
- 2022: coq au vin (Single)
- 2022: Highway (Single mit Chefket)
- 2022: Ecstasy (Single mit Knust)
- 2021: Universum regelt (Single mit Schmyt; #18 der deutschen Single-Trend-Charts am 24. Dezember 2021[9])
- 2021: Haus am See (Single mit Jugglerz)
- 2021: JUNKIE (Single prod. by Kilian & Jo und Teil des Psychothrillers „Playlist“ von Sebastian Fitzek)
- 2021: Lacrimosa (Single mit TAIIME (aka. Kilian & Jo), Majan)
- 2021: Liebe zu dritt (Single mit Provinz, JEREMIAS, Majan; AT: Gold, CH: Gold)
- 2021: Skits (Album)
- 2021: Rockstar / Intro (Single)
- 2021: Zombie (Single mit Edo Saiya)
- 2021: Feelings (Single)
- 2021: Hinterhaus (Single)
- 2021: Jede Nacht (Single)
- 2021: STFU (Single mit Sin Davis)
- 2021: Your Face (Single)
- 2021: Gin & Juice (Single)
- 2021: Dead Or Alive (feat. Clueso) (Single, mit Clueso, #19 der deutschen Single-Trend-Charts am 4. Juni 2021[10])
- 2021: Deine Haut / gone (Single)
- 2021: 5 Cent / Outro (Single)
- 2021: Catch Me (Single mit WizTheMc)
- 2021: nuits d'ètè (feat. MAJAN) (Single mit Oscar Anton, Clementine)
- 2021: Get Me Out (Single, Fourty x Majan)
- 2021: Out Of Order (Single, Fourty x Majan)
- 2020: radio / fuckups (Single, Ahzumjot)
- 2020: Beifahrersitz (Single, Lea feat. Majan)
- 2020: No Friend (Single, BLVTH x Majan)
- 2020: VODKA FANTA (Single)
- 2020: Daydream (Single, mit YAEL erschienen auf Urban Tree Music)
- 2020: Lonely (Single, Tujamo & Vize feat. Majan, Virgin)
- 2020: BOI (EP)
- 2020: OH (EP)
- 2020: Bitch, Don't Kill My Vibe (Single)
- 2020: Es Geht Mir Gut (Single)
- 2019: Tag ein Tag aus (Around the world) [Jugglerz Remix] (Single, KeKe, Jugglerz)
- 2019: Tag ein Tag aus (Around the world) (Single)
- 2019: Blue About It (Single, Schere Stein Papier)
- 2019: 124BPM.mp3 (Single, Jugglerz, Schere Stein Papier)
- 2019: Tag ein Tag aus (Single)
- 2019: 1975 (Single Majan x Cro, Urban)
- 2019: Nie da (Single mit Jugglerz, Kilian & Jo)

## Auszeichnungen für Musikverkäufe
Anmerkung: Auszeichnungen in Ländern aus den Charttabellen bzw. Chartboxen sind in ebendiesen zu finden.
| Land/RegionAuszeichnungen für Musikverkäufe (Land/Region, Auszeichnungen, Verkäufe, Quellen) | Gold     | Platin | Verkäufe | Quellen           |
| -------------------------------------------------------------------------------------------- | -------- | ------ | -------- | ----------------- |
| Deutschland (BVMI)                                                                           | Gold1    | —      | 200.000  | musikindustrie.de |
| Österreich (IFPI)                                                                            | 2× Gold2 | —      | 30.000   | ifpi.at           |
| Schweiz (IFPI)                                                                               | Gold1    | —      | 10.000   | hitparade.ch      |
| Insgesamt                                                                                    | 4× Gold4 | —      |          |                   |

## Künstlerauszeichnungen
- 2019: New Music Award[11]
- 2020: 1 Live Krone Nominierung in der Kategorie „Bester Newcomer Act“[12]